# Cerâmica Saramenha de Ouro Branco

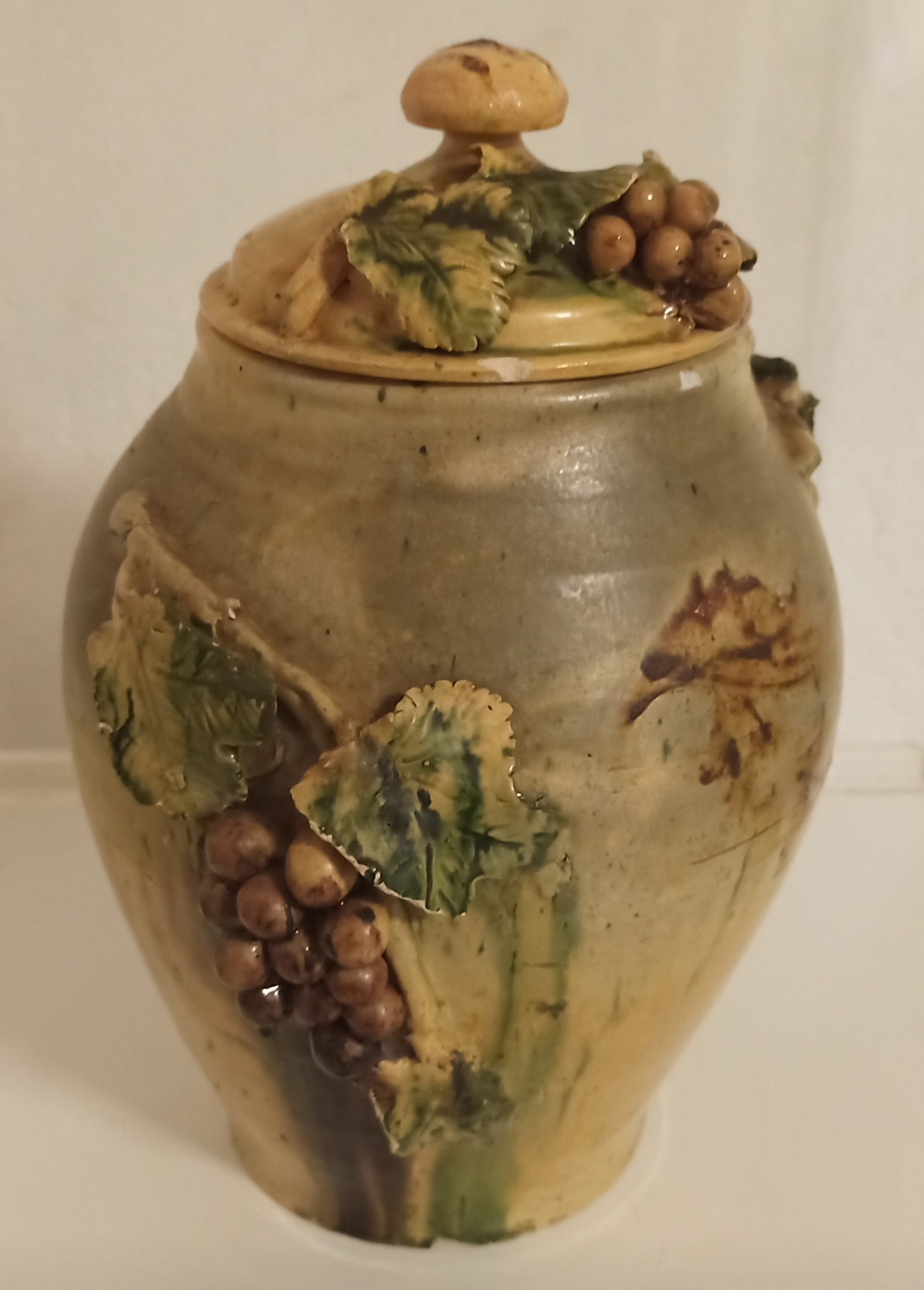
Cerâmica Saramenha - Exposição no Casarão de Ouro Branco.

A Cerâmica Saramenha é uma olaria localizada na cidade de Ouro Branco, em Minas Gerais, Brasil. Ela é conhecida por produzir peças de cerâmica artesanal, mantendo as técnicas tradicionais de fabricação, que se valem do barro local e da queima das peças em fornos à lenha. Técnicas que foram registradas pela Prefeitura Municipal de Ouro Branco (2013), por sua importância cultural para a cidade.

## História
Em 2023, o ceramista Leonardo Ricart dos Santos foi considerado, segundo Almeida, o único mestre vivo em Ouro Branco que mantém o ofício da Cerâmica Saramenha tradicional. O artista foi premiado pelo Governo Federal com o Prêmio Culturas Populares 2009 - Edição Mestra Dona Izabel, promovido pela Secretaria da Identidade e da Diversidade Cultural do Ministério da Cultura. Leonardo adquiriu o conhecimento das técnicas oleiras por meio dos ensinamentos do Mestre Bitinho, em 1994, em um curso realizado na oficina do mestre. 
O Mestre Bitinho (1918-1998), Silvestre Guardiano Salgueiro, aprendeu a arte da cerâmica com seu pai, Antônio Guardiano Salgueiro, que por sua vez havia aprendido com seu avô, Pedro de Deus Salgueiro. No entanto, os filhos de Bitinho não demonstraram interesse em dar continuidade a essa tradição, o que colocou em risco a sobrevivência dessa técnica até o início dos anos 1990. Foi nesse período que uma iniciativa promovida pela Prefeitura de Ouro Branco, em parceria com o BDMG Cultural, abriu caminho para um destino diferente.
Com a iniciativa em curso, Mestre Bitinho ministrou oficinas com o objetivo de divulgar e preservar a técnica, transmitindo-a para possíveis sucessores. Um dos primeiros inscritos foi Leonardo Ricart dos Santos, que era filho de um funcionário da divisão de cultura da prefeitura envolvido na organização do projeto. Ele, ainda adolescente, acabou se identificando com a cerâmica e com o mestre Bitinho, transformando-se em seu discípulo. Com a morte de Bitinho (1998), a Cerâmica Saramenha entrou no rol das artes em extinção.
Em 2012, com o objetivo do resgate e transmissão desse patrimônio imaterial, foi criado um projeto em colaboração entre a Agência de Desenvolvimento de Ouro Branco, o Sebrae MG, a FAOP (Fundação de Artes de Ouro Preto), a Prefeitura Municipal de Ouro Branco e a Gerdau Açominas. Este projeto promoveu a construção de um atelier, a compra de equipamentos e materiais para oficinas oferecidas gratuitamente, assim como, a criação da Oficina Escola de Cerâmica Saramenha Mestre Bitinho onde Leonardo passou a ser o mestre-professor. Apesar de todo o reconhecimento e do esforço pela preservação e divulgação dessa arte, por parte tanto do Mestre Leonardo quanto do poder público e de entidades do setor privado, ainda não apareceu um discípulo que garanta a continuidade da prática.

## Versatilidade da Cerâmica Saramenha

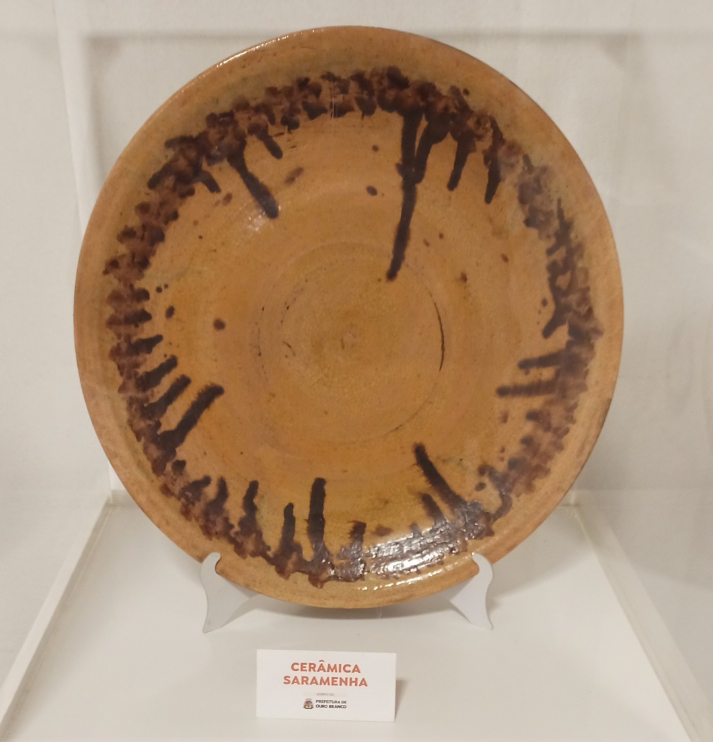
Peça em exposição no Casarão de Ouro Branco.

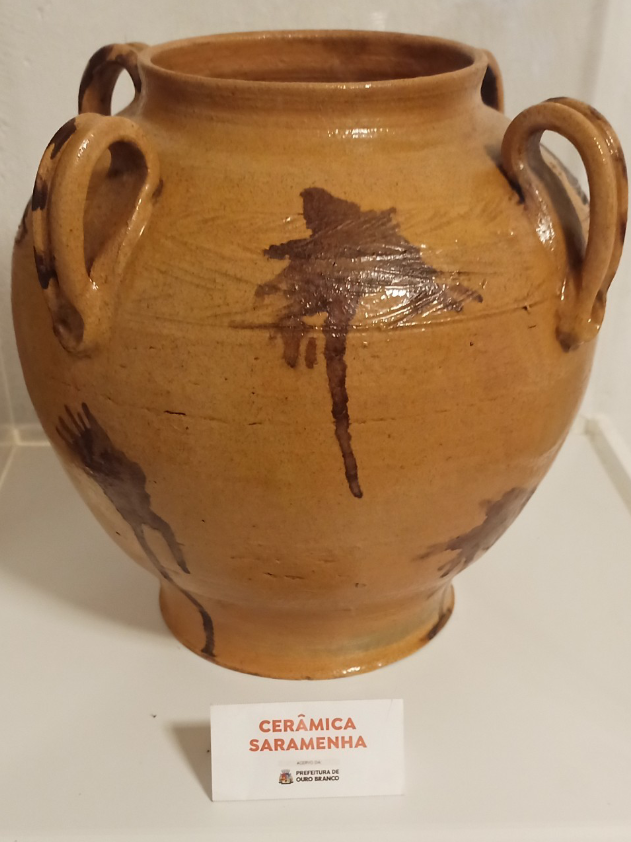
Vaso da Cerâmica Saramenha.

A Saramenha produz uma ampla variedade de peças de cerâmica, incluindo panelas de barro, louças, potes, vasos, tigelas, jarros e muitos outros utensílios domésticos e decorativos. Todas as peças são feitas à mão e decoradas com traços característicos da cultura regional, o que confere um charme especial às criações.
A Cerâmica Saramenha também tem um compromisso com a preservação da cultura mineira e promove o artesanato local. Ela é aberta para visitação e oferece aos visitantes a oportunidade de conhecer o processo de produção das peças, desde a extração do barro até a queima no forno.
Ao longo dos anos, a Cerâmica Saramenha ganhou reconhecimento e prestígio tanto a nível regional quanto nacional. Suas peças são apreciadas não apenas por sua beleza e qualidade, mas também pelo valor histórico-cultural e artístico que carregam consigo.

## Processo de fabricação da Cerâmica Saramenha
Para produzir a Cerâmica Saramenha utiliza-se argila, macete, cobre, chumbo, manganês, torno e forno de cerâmica. O passo a passo é: 
"Separe a argila, misture com água e amasse bem com a ajuda de um macete. Cubra a massa com um plástico e deixe curtir, para não ficar ressecada. Em seguida, modele livremente a peça no torno, deixando-a lisa ou adornando-a com cachos de uva, pêssegos e folhas. Quando estiver seca, leve ao forno para a primeira queima, em temperatura média, para a peça não quebrar. Quando esfriar, pinte com óxidos de chumbo, cobre e manganês. Esses metais vão compor um verniz especial, que além de conferir o aspecto vitrificado da peça, colorem nos três tons característicos da saramenha: amarelo-ouro, verde e marrom-avermelhado, respectivamente. Para preparar o óxido de chumbo, derreta o metal até virar pó, passe num moinho e acrescente água até obter a consistência de lama. Quanto ao óxido de cobre, derreta-o junto com o chumbo até que virem pó. Depois acrescente água até obter consistência de lama. O óxido de manganês é produzido da mesma forma, misturando-se o metal com o chumbo. Depois de recobrir a peça e colorir com os óxidos — que o Mestre aplica com os dedos – queime novamente" (Mestre Bitinho - UFMG apud Ipatrimônio).